# Peter Benchley
Pour les articles homonymes, voir Benchley.
Peter Bradford Benchley est un écrivain américain né le 8 mai 1940 à New York et mort le 11 février 2006 à Princeton (New Jersey). Il est devenu célèbre avec son roman Les Dents de la mer (Jaws), écrit en 1974 et adapté à l'écran par Steven Spielberg en 1975.
Fasciné par les mystères de la mer, Peter Benchley rédigea beaucoup d'histoires ayant pour cadre le monde maritime.

## Biographie

### Débuts dans le journalisme
Son grand-père, Robert Benchley, avait fondé l'Algonquin Round Table, un cercle composé de critiques, écrivains et acteurs des années 1920, tels Harpo Marx, un des cinq acteurs comiques des Marx Brothers, Edna Ferber, qui remporta le prix Pulitzer en 1925 ou encore Dorothy Parker, poète et auteur de nouvelles. Ces réunions eurent lieu pendant dix ans, de 1919 à 1929. Son père, Nathaniel Benchley, était un écrivain reconnu dans le milieu de la littérature pour enfants.
Après avoir été diplômé de la Phillips Exeter Academy en 1957 et de l'université Harvard en 1961, Peter Benchley travaille en 1963, pendant 6 mois, pour le quotidien The Washington Post. De 1967 à 1969, il rédige les discours du président Lyndon Johnson. En 1969, Richard Nixon devient le nouveau président et Benchley est remercié par la Maison-Blanche. Il se change alors en journaliste indépendant et écrit des articles pour Holiday, Life, Travel, The New Yorker, Time ou encore le National Geographic.

### Le succès avecLes Dents de la mer
En 1971, Benchley présente à l'éditeur Tom Congdon de Doubleday un projet inspiré par de nombreux fait divers comme les attaques de requins dans le New Jersey en 1916. À la lecture du résultat initial, l'éditeur n'est pas vraiment satisfait par le ton humoristique et demande à Benchley de réécrire une très grande partie des 100 premières pages de son roman. Dans Les Dents de la mer, un grand requin blanc terrorise une petite ville de l'État de New York avant d'être pourchassé par trois hommes que tout oppose : Quint, un pêcheur bourru, Brody, le chef de la police locale, et Hooper, un jeune océanographe. Une grande partie de l'histoire se déroule sur terre, dans la ville fictive d'Amity, où Brody est à la fois préoccupé par l'adultère de sa femme Ellen avec Hooper et la menace que représente le requin pour le commerce et la municipalité.
À sa sortie en février 1974, Les Dents de la mer reste 44 semaines dans la liste des best-sellers. Depuis, le roman a été traduit dans de multiples langues et fut vendu à plusieurs millions d'exemplaires dans le monde, dépassant au moins le cap des 20 millions d'unités écoulées. Richard D. Zanuck et David Brown, producteurs chez Universal Pictures, furent passionnés par le roman et achetèrent les droits pour une adaptation cinématographique.
Le scénario fut coécrit par Benchley et Carl Gottlieb, et le film, réalisé par le jeune Steven Spielberg, devint un gigantesque succès à sa sortie en 1975. Il lança la mode des films estivaux de type blockbuster et fit l'objet de trois suites : Les Dents de la mer 2, Les Dents de la mer 3 et Les Dents de la mer 4 : La Revanche (voir la série Les Dents de la mer) ainsi que de nombreux ersatz.
En 1978, l'auteur Hank Searls rédige le roman Les Dents de la mer : deuxième partie qui fut rattaché à la sortie du deuxième film.

### Littérature et télévision
En 1979, Peter Benchley rédige The Island qui fut adapté au cinéma en 1980 avec Michael Caine dans le rôle-titre (L'île sanglante en français). Enquêtant sur le mystère du Triangle des Bermudes, un journaliste et son jeune fils sont faits prisonniers par des pirates tout droit sortis du XVIIe siècle.
Dans les années 1980, il publie Paloma et le grand poisson (The Girl of the Sea of Cortez), Q Clearance et Rummies.
Dans les années 1990, Benchley revient au thème qui fit le succès de Jaws : les monstres marins. Dans La Bête (Beast) publié en 1991, une petite ville des Bermudes affronte un calmar géant. Dans un style beaucoup plus dramatique et appliqué que Jaws, l'auteur met en cause les effets du bouleversement de la faune et la flore marine par l'activité humaine. Le roman a été adapté en téléfilm en 1996 sous le titre La Bête. En 1994, White Shark relate les expériences génétiques d'un nazi sur un monstre qui se met à terroriser les côtes de Long Island. Le roman ne réussit pas à atteindre le succès populaire ou critique, mais il fut adapté en téléfilm en 1997 avec le titre Créature.
En 1999, Benchley lance une série télévisée dramatique, Amazon, dans laquelle six survivants du crash d'un avion de ligne tentent de survivre en Amazonie. Parmi les autres livres de Peter Benchley, Les Grands Fonds (The Deep) et The Island (L'Île sanglante aux éd. Belfond)  ont également été adaptés au cinéma.

### Militant pour la protection des océans
Dans les années 2000, l'auteur apparaît comme un fervent défenseur de l'écosystème marin. Dans son livre Shark Trouble, il revient amèrement sur son roman Jaws et le film de Spielberg qui ont contribué à la diabolisation du requin, entraînant sa destruction. 
Peter Benchley décède en 2006 d'une fibrose pulmonaire idiopathique.

## Dans la culture populaire
Peter Benchley est caricaturé dans le film italien La Mort au large réalisé par Enzo G. Castellari, sorti en 1981. Un personnage du nom de Peter Benton, incarné par James Franciscus, est un écrivain spécialisé dans les squales.

### Romans
- Les Dents de la mer (Jaws, 1974) / Peter Benchley ; trad. Michel Deutsch.
  - Paris : Hachette, 1974, 283 p.
  - Lausanne : Ex Libris, 1974 , 285 p. Réimpr. 1975.
  - Paris : Hachette, coll. "Le Grand livre du mois", 1974, 283 p.  (ISBN 2-01-000328-4)
  - Paris : "Sélection du Reader's digest", coll. "Sélection du livre" n° [100 bis], 1975
  - Bagneux : le Livre de Paris, coll. "Club pour vous Hachette", 1975, 283 p.  (ISBN 2-245-00327-6)
  - Paris : le Livre de poche n° 4765, 1976, 310 p.  (ISBN 2-253-01309-9)
  - Paris : Rombaldi, coll. "Bibliothèque du temps présent", 1976, 253 p.  (ISBN 2-231-00211-6)
  - Paris : Hachette, coll. "Poche rouge", 1976, 250 p.  (ISBN 2-01-003569-0) (texte abrégé)
  - Genève : Édito-service, 1977, 282 p.
  - Paris : Hachette, coll. "Bibliothèque verte. Senior", 1979, 250 p. illustrations de Jean-Marie Vivès.  (ISBN 2-01-005779-1)
  - Paris : Librairie générale française, coll. "Le Livre de poche" n° 7494, 1985, 310 p.  (ISBN 2-253-03706-0)
  - Paris : Archipoche n° 396, 2016, 344 p.  (ISBN 978-2-35287-859-9)

- Les Chiens de mer : roman (The Deep, 1976) / Peter Benchley ; trad. Jean-Luc Fromental et François Landon.
  - Paris : Éditions maritimes et d'outre-mer, 1976, 305 p.
  - Bagneux : le Livre de Paris, coll. "Club pour vous Hachette", 1976, 305 p.  (ISBN 2-245-00562-7)
  - Paris : France loisirs, 1977, 305 p.  (ISBN 2-7242-0161-2)
  - Sous le titre Dans les grands fonds : les chiens de mer. Paris : Éditions J'ai lu n° 833, 1978, 284 p.  (ISBN 2-277-11833-8)

- L'Île sanglante (The Island, 1979) / Peter Benchley ; trad. Anne Villelaur.
  - Paris : P. Belfond, 1979, 252 p.  (ISBN 2-7144-1223-8)
  - Bagneux : le Livre de Paris, coll. "Club pour vous Hachette", 1980, 352 p.  (ISBN 2-7144-1223-8)
  - Paris : Éditions J'ai lu n° 1201, 1981, 313 p.  (ISBN 2-277-21201-6)

- Paloma et le grand poisson : roman (The Girl of the sea of Cortez, 1982) / Peter Benchley ; trad. Marianne Véron.
  - Paris : Stock, coll. "Bel oranger", 1983, 206 p.  (ISBN 2-234-01627-4)

- La Bête : roman (The Beast, 1991) / Peter Benchley ; trad. Gilles Morris-Dumoulin.
  - Paris : B. Grasset, 1993, 317 p.  (ISBN 2-246-45801-3)
  - Paris : le Grand livre du mois, 1993, 317 p.
  - Paris : Librairie générale française, coll. "Le livre de poche" n° 13688, 1995, 312 p.  (ISBN 2-253-13688-3)

### Documentaire
- Les Monstres des grands fonds (Faszinierende Herrscher der Ozeane) / Peter Benchley ; auteurs de l'introduction, des légendes, des encadrés, Kerstin Viering, Dr. Roland Knauer ; trad. Liliane Charrier, Pascale Hervieux, Sabine Wyckaert.
  - Arcueil : Sélection du "Reader's digest", coll. "Voyage au cœur du monde sauvage", 2012, 160 p. 1 DVD vidéo. 52 min.

### Ouvrage préfacé
- Les Trésors des océans (Secrets of the Ocean Realm, 1997) / photographies Michele et Howard Hall ; trad. Pierre M. Reyss ; préf. Peter Benchley. Grenoble : Glénat, coll. "Grand Bleu", 1998, 162 p.  (ISBN 2-7234-2711-0)

## Filmographie

### Scénarios originaux
- 1999 : Amazon, série télévisée germano-canadienne en un épisode pilote et 21 autres épisodes, créée par Peter Benchley.

### Adaptations
- 1975 : Les Dents de la mer (Jaws), film américain réalisé par Steven Spielberg, avec  	Roy Scheider, Robert Shaw, Richard Dreyfuss.
- 1977 : Les Grands Fonds (The Deep), film américain réalisé par Peter Yates.
- 1980 : L'Île sanglante (The Island), film américain réalisé par Michael Ritchie, avec Michael Caine.
- 1996 : La Bête, mini-série américaine en deux parties réalisée par Jeff Bleckner sur le scénario de J. B. White d'après le roman éponyme de Peter Benchley.
- 1998 : Créature, mini-série américaine en 2 parties réalisées par Stuart Gillard  sur un scénario de Rockne S. O'Bannon.

## Œuvres dérivées - sagaJaws

### Films
- 1978 : Les Dents de la mer 2 (Jaws 2), film américain réalisé par Jeannot Szwarc.
- 1983 : Les Dents de la mer 3 (Jaws 3-D), film américain réalisé par Joe Alves.
- 1987 : Les Dents de la mer 4 : La Revanche (Jaws : The Revenge), film américain réalisé par Joseph Sargent.

### Novélisation
- Les Dents de la mer 2 / Hank Searls ; inspiré de Peter Benchley ; d'après le scénario de Howard Sackler et Dorothy Tristan ; trad. Odette Doré et Gilberte Sollacaro.
  - Paris : Hachette, 1978, 254 p.  (ISBN 2-01-005570-5)
  - Bagneux : le Livre de Paris, coll. "Club pour vous Hachette", 1978, 254 p.  (ISBN 2-245-00952-5)
  - Paris : France loisirs, 1979, 254 p.  (ISBN 2-7242-0467-0)
  - Paris : Éditions J'ai lu n° 963, 1979, 253 p.  (ISBN 2-277-11963-6)

### Bandes dessinées
- Les Dents de la mer 2e partie / adapt. Richard Marschall ; dessins Gene Colan ; couleurs Tom Palmer ; couv. Bob Larkin ; d'après le film réalisé par Jeannot Szwarc ; scénario de Carl Gottleib et Howard Sackler ; basé sur des personnages créés par Peter Benchley. Artima, coll. "Artima Color Marvel Géant", juillet 1979, 49 p.  (ISBN 2-7311-0157-1)
- Les Dents de la mer/Meteor. Artima, coll. "Artima Color Marvel Géant".  (ISBN 2-7346-0148-6)